# Otomops madagascariensis

Leefgebied

Otomops madagascariensis is een vleermuis uit het geslacht Otomops die voorkomt op Madagaskar. Deze soort wordt vaak als een ondersoort van O. martiensseni uit het Afrikaanse vasteland gezien. O. madagascariensis komt verspreid in de droge bossen van het westen van het eiland voor en slaapt in grotten.
De bovenkant van het lichaam is donker- tot roodbruin, de onderkant meestal wat lichter. De kop is afgeplat en de oren zijn zeer groot. Mannetjes zijn een stuk groter dan vrouwtjes. De voorarmlengte bedraagt ruim 60 mm, de oorlengte 28 tot 40 mm.